# カワサキ・ZRX

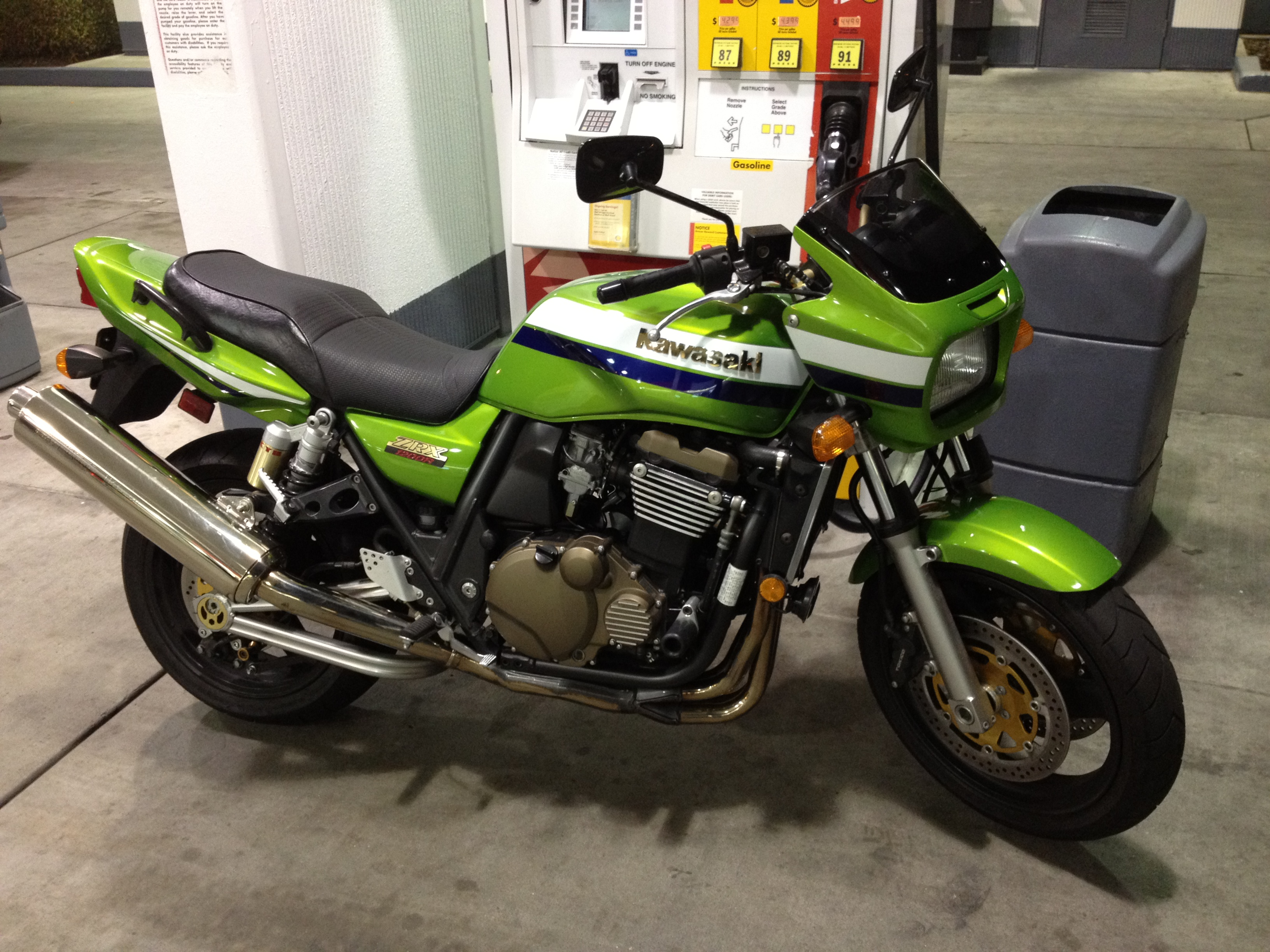
ZRX1200R

ZRX（ゼットアールエックス）とは、川崎重工業モーターサイクル&エンジンカンパニーが製造するオートバイ、およびそのシリーズ車種である。
1990年代後半から2000年代にかけて排気量別にラインナップされていたが、2008年の排出ガス規制強化以後に生産されているのはZRX1200 DAEGのみである。単純表記で「ZRX」とされる場合には、厳密にはシリーズとして最初に登場した400 ccクラスのビキニカウルつきモデルの車種名のみを指す。

## モデル一覧

### ZRX / ZRX-II
ZRXは1994年2月に発売された。その頃、すでにベストセラーとなっていたゼファーとは別に、走りに重点を置いた水冷400 ccネイキッドとしてデビューし、Z1000Rローソンレプリカを彷彿とさせるビキニカウルを備えた直線基調のデザインや大柄な車体デザインと相まって人気モデルとなった。翌1995年1月には、オーソドックスなマルチリフレクター丸型1灯ヘッドライトと砲弾型メーターと砲弾型ウインカーを備えたカウルなしモデルのZRX-IIが発売された。
ZRXとZRX-IIは、車体外装のカラーリングやグラフィックパターンの違いはあるものの、前述のヘッドライト周りおよびウインカーを除けば、ほぼ共通のプラットフォームを持つ車種である。ZRX-IIは一年遅れで登場した派生車種であるが、1998年モデルのE4とF4からは足並みをそろえてマイナーチェンジを受けており、基本仕様は共通している。同クラスの他車種に対して大柄なボディとなっており、エンジンベースがZZR400である事から将来的に600 ccクラスを念頭に置いた設計であるが、2008年の生産終了に至るまで600 ccモデルは最終的に発売されなかった。
1998年2月にマイナーチェンジが行われ、400 ccクラスで唯一の6ポットキャリパー（TOKICO製）を装備し、タイヤがラジアル化され、マフラーはメガホンタイプからオーソドックスなスポーツタイプへと変更された。また2004年3月にはシリーズ初の特別仕様車としてライムグリーンの車体色に通常モデルとは異なるストライプを入れ、社外マフラー（BEET製NASSERT）を取り付けたARK特別仕様車が100台限定で発売された。
2004年モデルからイモビライザーが標準装備され、2005年モデルからはビキニカウルをZRX1200Rと同一の物とし、デザイン上の差異が少なくなった。2008年9月の自動車排出ガス規制により、メーカーから全仕様の生産終了が発表された。

#### ZRX (BC-ZR400E)
1994 ZR400-E1初代モデル。メガホンマフラーの色は黒色。
1995 ZR400-E2ジェネレータカバーとポイントカバーが銀色から黒色に変更。車体色にGPzシリーズのファイヤークラッカーレッド（単色）を初採用。
1996 ZR400-E3熱対策としてラジエター位置が若干さげられる。車体色にZ1000R風のストライプグラフィックを初採用。
1998 ZR400-E4マフラーがメガホンタイプからスポーツタイプに変更。車体色にライムグリーン（ストライプ）を初採用。
1999 ZR400-E5ウィンカーインジケーターランプが黄色から緑色に変更。
2000 ZR400-E6
2001 ZR400-E7排ガス規制対応のためKLEEN搭載。
2003 ZR400-E82002年12月発売。騒音規制対応のため4速ギア比を1.380から1.375に変更。
2004 ZR400-E9イモビライザー搭載。ARK特別仕様車発売。
2005 ZR400-E10フロントカウルがエアスクープ入りに変更。エンジンカバー類が黒色からブロンズ色に変更。フロントフォークアウターチューブが黒色から銀色に変更。車体色にZ400FXカワサキ・Z400FX#モデル一覧風のツートーングラフィックを採用。
2006 ZR400-E6F2005年12月発売。
2007 ZR400-E7Fエンジンカバー類がブロンズ色から黒色に変更。フロントフォークアウターチューブとスイングアームが銀色から黒色に変更。車体色にZ1000H風のライン入りグラフィックを採用。
2008 ZR400-E8F / E8FA最終モデル。E8FAの追加カラー「キャンディライムグリーン×メタリックディアブロブラック」のみ、フロントフォークアウターチューブとスイングアームが銀色に変更。

#### ZRX-II (BC-ZR400E)
1995 ZR400-F1初代モデル。メガホンマフラーの色は黒色。
1996 ZR400-F2メガホンマフラーの色が黒色からメッキに変更。
1997 ZR400-F3
1998 ZR400-F4マフラーがメガホンタイプからスポーツタイプに変更。フロントフォークアウターチューブが銀色から黒色に変更。ジェネレータカバーとポイントカバーが銀色から黒色に変更。ホイールがリム切削仕上げから単色塗装に変更。
1999 ZR400-F5
2000 ZR400-F6車体色にZ1000MkII風のライン入りグラフィックを初採用。
2001 ZR400-F7
2003 ZR400-F82002年12月発売。
2004 ZR400-F9
2005 ZR400-F10エンジンカバー類が黒色からブロンズ色に変更。フロントフォークアウターチューブが黒色から銀色に変更。車体色にZ400FXカワサキ・Z400FX#モデル一覧風のツートーングラフィックを採用。
2006 ZR400-F6F2005年12月発売。車体色にZ400FXカワサキ・Z400FX#モデル一覧風のストライプグラフィックを採用。
2007 ZR400-F7Fエンジンカバー類がブロンズ色から黒色に変更。フロントフォークアウターチューブとスイングアームが銀色から黒色に変更。車体色にZ1000J風のストライプグラフィックを採用。
2008 ZR400-F8F / F8FA最終モデル。車体色にZ1000H風のライン入りグラフィックを採用。F8FAの追加カラー「パールクリスタルホワイト×エボニー」のみ、ホイールが金色に変更。

### ZRX1100 / ZRX1100-II
ZRX1100は1996年の秋に行われたケルンショーにて発表され、1996年12月に発売された（1997年モデル）。先に発売されていた400 ccモデルの人気と、市場からの水冷リッターネイキッドを望む声に応えて市販化された。エンジンはZZR1100、GPZ1100のエンジンをベースに中低速域を重視した設定とし、日本仕様の出力は100 PS / 8,500 rpmで、輸出仕様は106 PS / 8,700 rpmだった。リッターネイキッドとしてはコンパクトで軽量な車体により、スポーツバイクとして高評価を受けた。1998年モデルではZ1000Rローソンレプリカ風のグラフィックがはじめて採用された。
カウルを装備しない仕様のZRX1100-IIも1996年12月の発売以来、各マイナーチェンジ毎に同時発売された。400 ccモデル同様の手法でパッケージングされており、メッキ仕上げの砲弾型メーターカバーを装備する。細かな差異としては、400 ccモデルではウインカーがZRXは角型の黒色でZRX-IIでは丸型のメッキとなっているのに対し、ZRX1100とZRX1100-IIではともに角型の黒色タイプのウインカーを共用している。また、車体色に関しては、ZRX1100-IIでは単色のみが設定され、ストライプやラインなどのグラフィックの採用はなかった。
ZRX1100・ZRX1100-IIともに、2001年のZRX1200へのフルモデルチェンジまで、他車種との部品統一や細かな仕様変更を経て生産終了に至った。

#### ZRX1100 (ZRT10C)
1997 ZR1100-C1初代モデル。1996年12月発売。
1998 ZR1100-C21997年12月発売。
1999 ZR1100-C31999年1月発売。
2000 ZR1100-C4最終モデル。2000年1月発売。

#### ZRX1100-II (ZRT10C)
1997 ZR1100-D1初代モデル。1996年12月発売。
1998 ZR1100-D21997年12月発売。
1999 ZR1100-D31999年1月発売。
2000 ZR1100-D4最終モデル。2000年1月発売。

### ZRX1200R / ZRX1200S
ZRX1200Rは2001年に発売された。エンジンはZRX1100の排気量を1164 ccに拡大したもので、
当初の最高出力は100 PS / 8,000 rpmであったが、2004年モデルより平成13年騒音規制に対応するため低回転域のトルクを重視して95 PS / 7,500 rpmに抑えられた。
基本的な車体構造はZRX1100のものを受け継いでいるがフレームとスイングアームを改良し剛性アップが図られ、車体の剛性バランスも見直され操縦性が大きく向上した。2004年にカワサキ正規代理店[ARK]から専用モデルが200台限定で発売された。盗難防止イモビライザーや260 km/hフルスケールメーター（リミッター付き）、クロームメッキエキゾーストパイプ・チタンサイレンサー（BEET製NASSERT）が装備され、カラーリングはソリッドなライムグリーンにストライプの専用色が採用された。2006年にも専用色の限定車が発売された。当初はハーフカウルのZRX1200Sも同時に発売されたが、輸出終了を期に生産終了となり日本仕様も終了となった。その後もZRX1200Rはカラーリングが変更されながら販売されていたが、2008年9月の自動車排出ガス規制と輸出の終了により生産終了となった。

### ZRX1200 DAEG
ZRX1200 DAEG（ダエグ）は2009年2月1日発売された。日本国内の販売を担当するカワサキモータースジャパンが中心となって企画された車両で、ZRX1200Rが自動車排出ガス規制強化などにより生産終了となった後に規制に対応するために開発された。日本専売モデルで輸出は行われていない。
ZX-10Rをベースとしたフューエルインジェクションシステムが搭載された。総排気量は従来と同じ1,164 ccだが、発進と停止の繰り返しが多い道路事情や峠等でのツーリングするライダーが増えつつある日本市場の特殊性を考慮して再び出力重視の設定としたため、最高出力は110 PSまで引き上げられた。これに対応するためZZR1200をベースとした6速トランスミッションに変更され、燃料はハイオクガソリン仕様となった。
カウルはフロントが若干大型化され、LEDテールランプはZX-6Rと同形状の物が装備された。ETC車載機に考慮したメーターが装備され、新型ダブルリフレクター式ライトが採用された。タンクの形状は日本専売ということで日本人の体型に合わせるようになだらかな形状に変更されている。ホイールはZZR1400と同形状のものが装備され、従来装備されていたFブレーキ6ポットキャリパーは新型4ポットキャリパーに変更され、前後ともにペタルブレーキディスクを標準装備している。

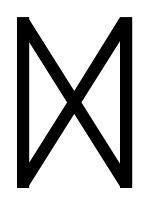
車名の由来となったダガス

DAEGとは北ヨーロッパに住んでいたインド・ヨーロッパ語族・ゲルマン語派の人々が使っていたルーン文字のひとつである。根源的に「日」、「一日」のことを意味し、英語における“DAY”の語源である。DAEGは「着実な成長」、「進歩」、「終わりと始まり」、「突破」、「新しい展開」といった前進的な意味を持つ文字であり、転じて 伝統的な概念を保ちながらさらなる飛躍をめざす という意味を込められている。なおメーカーでは公認の読み方を「ダエグ」としている。
2016年10月の自動車排気ガス規制の影響を受け、2016年9月に発表されたファイナルエディションをもって生産は終了となる。
これにより約22年のZRXの歴史に幕を閉じたかたちとなる。